# نور (راکت توپخانه)
نور یا آرش ۳ یک راکت توپخانه‌ای ایرانی است در رده توپ‌های ۱۲۲ میلی‌متر جای گرفته و به عنوان یک راکت توپخانه‌ای تثبیت‌شده با باله شناخته می‌شود. گمان می‌رود که این توپ، گونه ایرانی توپ ۱۲۲ میلی‌متری چینی یا روسی باشد.

## ویژگی‌ها
موشک نور به عنوان بخشی از توپخانه سبک ایران طراحی شده است. این موشک باله‌دار تثبیت شده و بدنه‌ای از فولاد و کلاهک انفجاری قوی است. این موشک دماغه‌ای قرمز و نقره‌ای، کلاهکی سبز با پرچم ایران در کنار، بدنه‌ای نقره‌ای و باله‌هایی طلایی دارد. قطر این موشک ۱۲۲ میلی‌متر، طول ۲٫۰۵ متر، سرعت ۷۲۰ متر بر ثانیه، محدوده ۱۸ کیلومتر و ظرفیت بارگیری ۱۸ کیلوگرم این موشک توسط یک سیستم راکت‌انداز Hadid HM 20 حمل و پرتاب می‌شود که یک سیستم پرتابگر ۴۰ گلوله‌ای است که در پشت شاسی کامیون مرسدس بنز LAK 2624 6×۶ نصب شده است.